# 하늘재
하늘재는 문경시와 충주시를 잇는 고개다. 고구려와 백제의 영토 분쟁 역사가 전해오는 오랜 역사의 옛길로, '하늘재'는 계립령 중 미륵리 절터에서 문경으로 넘어가는 고개의 이름이다. 2008년 12월 26일 대한민국의 명승 제49호로 지정되었으며 근처에는 미륵시계사가 있다.

## 개요
계립령은 『삼국사기』에 신라 아달라왕 3년(156년)에 길이 열렸다고 기록되어 있으며 고구려와 백제의 영토 분쟁 역사가 전해오는 오랜 역사의 옛길로, ‘하늘재’는 계립령 중 미륵리 절터에서 문경으로 넘어가는 고개의 이름이다.
옛길을 따라 형성되어 있는 작은 계곡과 주변에 펼쳐지는 월악산의 아름다운 자연경관이 옛길의 정취를 더해주는 역사적, 경관적 가치가 큰 명승지이며, 백두대간의 일부다.

## 같이 보기
- 백두대간

## 참고 자료
- 하늘재 - 국가유산청 국가유산포털